# راكان الشملان
راكان الشملان هو لاعب كرة قدم سعودي يلعب حاليًا في نادي الطائي و مثل سابقاً نادي النصر منتخب الشباب والأولمبي.

## مسيرة اللاعب
مثل نادي النصر في الفئات السنية وأعاره في صيف 2019 إلى نادي الشباب و تم إلغاء الإعارة وأعير بعدها إلى نادي الوحدة و انتقل إلى نادي الباطن في صيف 2020 .
رشح لجائزة أفضل لاعب شاب في آسيا عام 2016 مصدر 

## وصلات خارجية
- راكان الشملان على موقع قاعدة بيانات كرة القدم.إي يو (الإنجليزية)
- راكان الشملان على موقع Soccerway.com (الإنجليزية)